# دير نوفوديفيتشي
دير نوفوديفيتشي هو أحد أشهر الأديرة المعروفة في موسكو. يترجم اسمه أحياناً كـ "دير الخادمات الجديد"، وذلك تمييزاً له عن غيره من الأديرة الأكثر قدماً الموجودة في منطقة الكرملين. وهو بخلاف تلك الأديرة، فقد بقي على حاله منذ القرن السابع عشر. عام 2004، أدرجته اليونسكو كموقع تراث عالمي.

## الفترة الموسكوفية

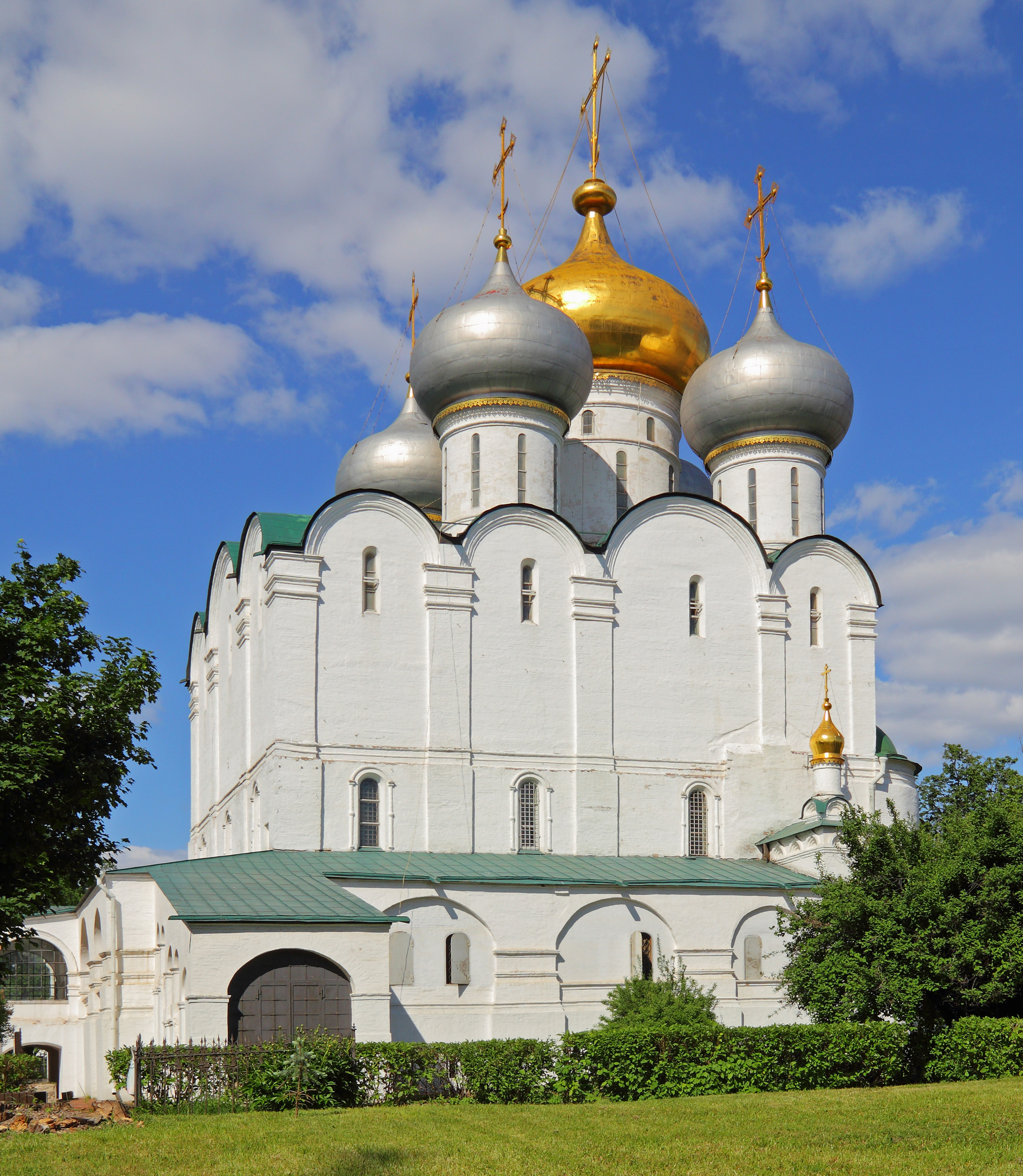
كاثيدرائية سيدة سمولينسك (القرن 16).

تأسس دير نوفوديفيتشي عام 1524 على يد الأمير الكبير فاسيلي الثالث في ذكرى حصار سمولينسك عام 1514. بُني أصلاً كحصن في منحنى نهر موسكفا وأصبح جزءاً مهماً من الحزام الدفاعي الجنوبي للعاصمة، والذي تضمّن عدداً من الأديرة الأخرى. بعد تأسيسه، منح الدير 3000 روبل روسي وقريتي أخابينيفو وتروباريفو. ثم ألحق به إيفان الرابع عدداً من القرى الأخرى فيما بعد.
عرف عن دير نوفوديفيتشي أنه كان ملجأً لعدد من السيدات من الأسر الحاكمة الروسية وعشائر آل بويار، من أمثال إيرينا غودونوفا زوجة فيودور الأول والتي لجأت للدير برفقة أخيها بوريس غودونوف وبقيا فيه إلى أن أصبح بوريس حاكماً، صوفيا أليكسييفنا شقيقة بطرس الأكبر، إيدوكسيا لوبوخينا زوجة بطر الأكبر الأولى وغيرهن. في 1610-1611، سقط الدير بيد وحدة الكومنولث البولندي اللتواني بقيادة ألكسندر غوسيويسكي. بعدما استعادت القوات الروسية الدير، زوّده الحكام بحراسة دائمة. بحلول نهاية القرن السابع عشر، كان الدير يملك 36 قرية. عام 1744، كان يعمل لدى الدير حوالي 14489 من الفلاحين.